# Bangka Rimueng
Bangka Rimueng is een bestuurslaag in het regentschap Aceh Timur van de provincie Atjeh, Indonesië. Bangka Rimueng telt 762 inwoners (volkstelling 2010).